# Burg Züschen
Die Burg Züschen ist eine abgegangene Burg im Südosten des Fritzlarer Stadtteils Züschen (Obertor 18) im Schwalm-Eder-Kreis in Hessen. Von der ehemaligen Burganlage ist nichts erhalten. Sie lag unweit südlich des heutigen Schlosses Garvensburg am nördlichen Ende des unmittelbar südlich der Straße "Obertor" befindlichen Gutshofs.

## Geschichte

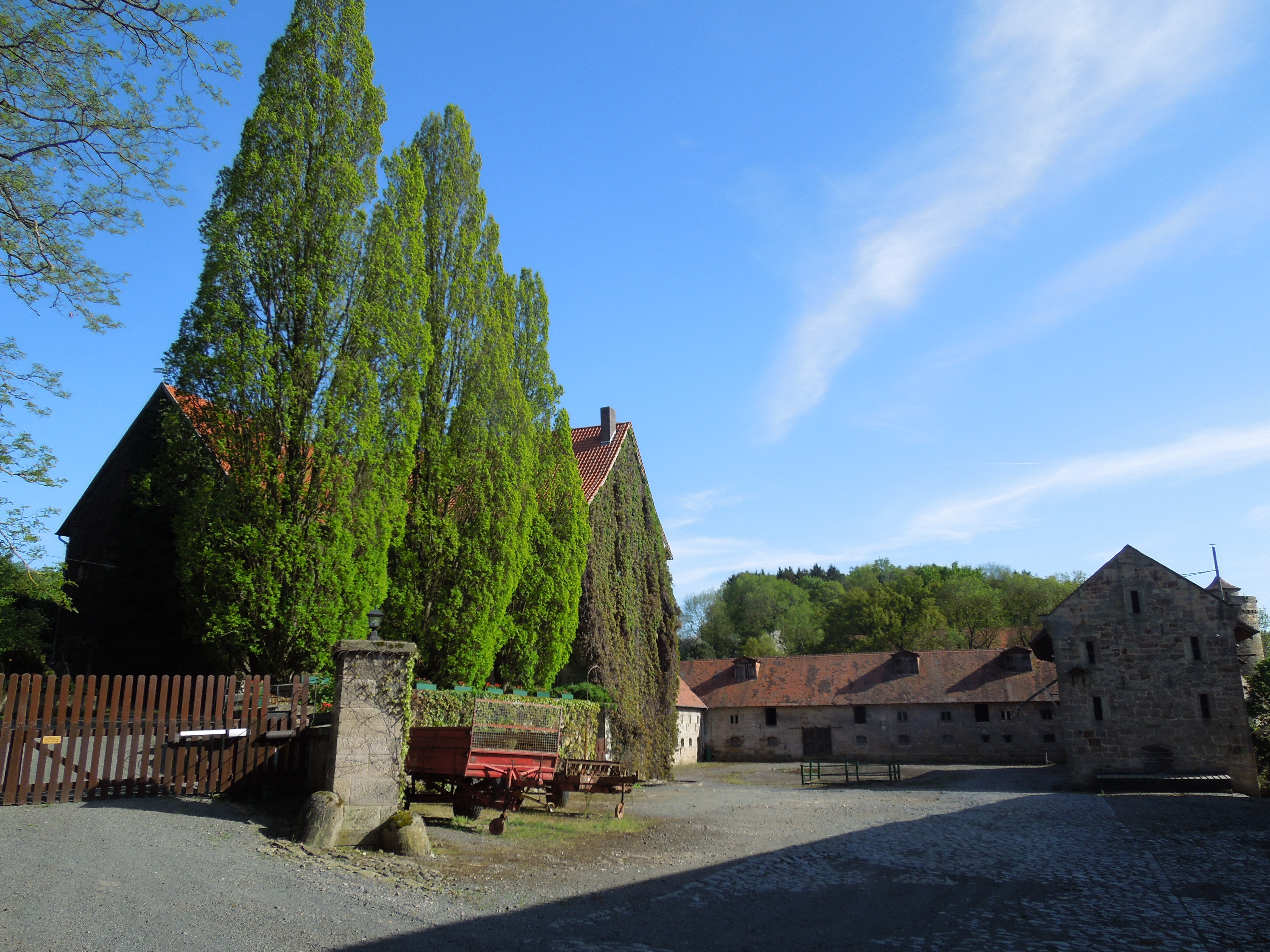
Heutiges Aussehen als Gutshof mit dem Herrenhaus „Altes Schloss“ links

Der ehemals selbständige Ort Züschen gehörte jahrhundertelang zur Grafschaft Waldeck und erhielt vermutlich 1322 Stadtrecht. 1433 wurden Burg und Stadt den Herren von Meysenbug als Lehen verliehen, welches sie bis zum Aussterben der Familie 1810 innehatten. Über der an der Südostecke der Stadtbefestigung über dem Ort gelegenen Burganlage, die vermutlich gegen 1600 teilweise abgebrochen und überbaut wurde, errichteten sie einen herrschaftlichen Gutshof mit steinernem, viergeschossigem, burgartigem Herrenhaus im Norden des Hofes, das mit allerlei baulichen Veränderungen noch heute besteht und als Altes Schloss bezeichnet wird. Am Ostende dieses in Ost-West-Ausrichtung angelegten Baus befindet sich ein rechtwinklig nach Norden angebauter Flügel etwa gleicher Größe. Am Westgiebel befindet sich ein Sandsteinrelief mit Kreuzigungsgruppe, und ein zweigeschossiger Erker in den beiden oberen Geschossen am westlichen Ende der Südseite.

## Beschreibung
Eine Grundrisszeichnung mit Beschreibung ist in der Universitätsbibliothek Kassel erhalten geblieben, die die Burg kurz vor ihrem Umbau beschreibt. Dadurch kann sie ins Zentrum des heutigen Gutshofes verortet werden. Auf der linken Seite der Zeichnung liegt das „thor zur Kirche“, am unteren Ende der Burg die „Zwinger mauer“; sie geben so die nötigen Anhaltspunkte.
Zwei Wendeltreppentürme führten in die Räume des extrem unregelmäßigen Baukörpers, der vermutlich zu unterschiedlichen Zeiten entstand. Im Erdgeschoss waren wohl die Wirtschaftsräume untergebracht.
Auf der gegenüberliegenden Seite des Hofes fangen massive Zwingermauern den Hang nach Südosten ab. Weitere Stall- und Wirtschaftsgebäude ergänzten die alte Anlage zu einer weiträumigen Hofanlage. Da eine genaue Datierung der Zeichnung aufgrund fehlender Akten fast unmöglich erscheint, wird vermutet, dass die geplanten Baumaßnahmen in zeitlichem Zusammenhang mit der Errichtung der Kirche durch die von Meysenbug im Jahre 1604 standen.